# Supreme Ruler 2020
Supreme Ruler 2020 (с англ. — «Верховный правитель 2020») — компьютерная игра в жанре глобальной стратегии, разработанная компанией BattleGoat Studios и выпущенная компанией Paradox Interactive в июне 2008 года. Является сиквелом игры Supreme Ruler 2010. В этой игре игрок должен будет управлять всеми аспектами деятельности правительства с целью объединить к 2020 году мир, состоящий из разрозненных государств. В декабре 2008 года вышло дополнение Global Crisis (с англ. — «Глобальный кризис»). Золотое Издание (Gold Edition), содержащее оригинальную игру и дополнение было выпущено в сентябре 2009 года.

## Описание. Особенности и критика
События игры берут своё начало после катастрофического финансового кризиса, разразившегося на территории США в 2020 году и послужившего причиной возникновения крупномасштабной войны между армиями сильнейших держав на планете.

### Режимы игры
Поле битвы — Земля, игроку предоставляется обучение, возможность играть по отдельному сценарию государством (или предоставленными государствами на выбор) или без сценария.
Причём без сценария возможно играть одним из государств в двух вариантах:
1. В первом режиме предоставляется возможность начать игру за одно из 184 суверенных государства на выбор. (Иными словами, реальная картина мира)
2. Во втором режиме последствия кризиса гораздо хуже, возможно выбрать одно из 249 государств, такой большой выбор обусловлен тем что крупные государства раскололись на составляющие, например США раскололось на штаты, т. е больше США это не федерация, и даже не конфедерация, а каждый штат представляет собой суверенное государство.

Можно также менять жанр игры между реал-тайм и пошаговым режимом.
При пошаговом режиме пропуск хода равняется 24 часам.
При реал-тайме, время идет постоянно, скорость течения времени можно регулировать, либо ставить на паузу.

### Общее
В создании карты игры были использованы реальные спутниковые снимки, города географически правильно расположены, границы в 1 варианте режима, идентичны реальным.
В игре имеется подробная статистика в реальном времени показывающая многие детали: Популярность у населения и армии,внешний долг в соотношении с другими государствами, ВВП, техническое развитие, военный потенциал, и т. п.
На помощь главе государства приходят министры, щёлкнув на министра можно задать приоритет или иначе говоря, какую государственную политику осуществлять тому или иному министру, всего в игра имеет 6 министров, включая:
- Министр промышленности и торговли
- Министр образования и науки
- Министр финансов
- Министр иностранных дел
- Министр связи и коммуникации
- Министр обороны

Игрок управляет 3 основными аспектами:
- Политическим
- Экономическим
- Военным

### Политика
Политику в игре можно разделить на 3 вида отношений:
1. Отношения с ООН
2. Личные отношения между странами
3. Внутренние отношения

1. В начале игры в ООН входят все государства. Хорошее отношение с ООН позволяет игроку получать помощь от ООН в виде недостающих ресурсов(субсидий), а также чертежи военной техники. Отношение с ООН может испортиться в результате войны, не погашения национального долга. Применение игроком ядерного оружия может повлечь за собой исключение из ООН.
2. Если игрок или игроку объявили войну, восстановить отношения с этим государством можно с помощью невыгодных сделок, и уменьшения войск, расположенных у границ. В игре не предусмотрена система подарков, которая могла бы поспособствовать улучшению отношений. Объявление войны игроком или влиятельным государством может привести к мировой войне.
Между государствами можно заключать договоры, такие как: Свободная торговля, транзит авиации, транспорта, взаимопомощь в случае войны, ракетная оборона и др.
Имеется возможность заключать договоры купли-продажи, можно покупать сырьё, научные разработки других стран, или чертежи военной техники. В целом как и продавать.
В игре присутствует рейтинг субсидий, чем выше рейтинг, тем выше шанс того что игроку предоставят экономическую помощь в случае нехватки какого-либо продукта . Также он влияет на размер кредита, выдаваемого игроку. Рейтинг падает в случае если игрок после займа денег долгое время не возвращает долг или если вообще не гасит внешний долг.
3. Внутренние отношения связаны с популярностью главы государства и показывают какой процент населения одобряет его политику.

### Экономика
Экономика в игре наиболее интересный аспект. В экономике присутствует много интересных деталей, в частности:
- Имеется уровень инфляции
- Учитывается спрос / предложение (влияет на уровень инфляции, например: инфляция спроса или инфляция предложения)
- Имеется рыночная цена (Зависит от влияния экономики, спроса / предложения, международной торговли)
- Внутренняя цена (влияет на спрос / предложение, а также на уровень инфляции)
- Учитывается безработица
- Имеется показатель ВВП (Влияет на популярность главы государства, и при бурном росте ВВП может быть галопирующая инфляция, или даже гиперинфляция)

Эти показатели довольно реалистично выглядят, имеется меню регулирующее выделяемые средства для социальных нужд, можно отрегулировать как одним ползунком и в общем поднимать социальное обеспечение, а можно и вручную настроить какие средства для каждой сферы социальной жизни выделять, всего их предусмотрено 8 (например: образование, окружающая среда и др.).
В игре присутствует система налогов. Налоги можно регулировать также как и средства посылаемые на социальные нужды, и предусматриваться тоже 8 сфер налогообложения, например налог на малый бизнес, налог на продажи, налог на собственность (недвижимость) и другие.
В целом социальное обеспечение и налоги влияют на популярность главы государства. Социальное обеспечение и налоги также влияют на рождаемость и смертность, иммиграцию и эмиграцию.
Рост населения — одна из важнейших составляющих. Приток населения даёт больше денег за счет налогов, а также снижает уровень инфляции.
Что касается производства, то в игре присутствует система спроса и предложения. У каждого товара есть статус, обычно он делится на 2 вида: пользующийся спросом, популярностью в мире (Favorable) или не являющийся таковым (Unfavorable), есть и другие статусы. Товары со спросом продаются лучше, и в больших количествах. При избытке продукта рыночная цена упадет, он станет не популярным.
Имеется внутренняя цена, чем она выше, тем ниже спрос, и наоборот. Также рост внутренних цен ведёт к росту инфляции.
Можно заблокировать продажу товара, и дать установку пополнять хранилище. От этого прибыли не будет, но если какой-то ресурс не добывается в стране игрока, можно приобрести у другого государства эти ресурсы, тем самым пополнив хранилище, и это хранилище будет идти только на внутренние потребности, а не совместно с этим на экспорт. Это будет способствовать более долгому сохранению очень ценных для государства ресурсов.
Ещё предусмотрены займы. Уровень кредитного рейтинга зависит от того, как эффективно возвращаются долги и насколько хорошие отношения с ООН.
На затраты также уходят строительство в целом, строительство военной техники, затраты на исследования, науку, производство.

### Производство
Производство в игре включает в себя такие отрасли, как предприятия сельского хозяйства, вода, древесина, уголь, железная руда, уран, нефть, предприятия электроэнергетики, предприятия, производящие товары народного потребления, промышленные и военные товары. Все эти товары жизненно необходимы для существования государства. Поэтому если какого-то товара не хватает, то он покупается на мировом рынке. (Вообще, если существуют дефицит какого-нибудь продукта, то необходимо строить соответствующий завод и стремиться к тому, чтобы государство было самодостаточным). Если же есть избыток товара (особенно таких, как электроэнергия, вода, нефть), то они автоматически продаются на мировом рынке. Можно также продавать товары вручную другим государствам, вступая с ними в диалог. Таким образом можно развивать торговлю с тем или иным государством и улучшать отношения с ним. Надо заметить, что чем лучше отношения с торговым партнером, тем по более высокой цене можно продать ему товар.

### Армия и война
В игре присутствует сотни реально существующих видов техники[уточнить]: наземные войска (включают в себя пехоту, разведтехнику, танки, противотанковые войска, артиллерию, ПВО, транспортная техника), воздушные войска (вертолёты, истребители-перехватчики, истребители-бомбардировщики, многоцелевые истребители, стратегические бомбардировщики, транспортная авиация), корабли (подлодки, авианосцы, эсминцы/крейсера, фрегаты, патрули, транспорт), ракеты (для наземных, воздушных и военно-морских войск).
Технологии производства соединений не привязаны к какой-либо стране, и эти технологии можно покупать через дипломатию. Это позволяет стране, которая отстает в техническом развитии, иметь армию «по последнему слову техники».
Для каждого из этих типов войск (наземные, воздушные, морские и ракетные) строятся свои заводы. Для того, чтобы завод работал нужен достаточный резерв людей, иначе он не будет активироваться. Самый лучший способ увеличить кол-во людей в резерве — установить уровень боеготовности (DEFCON) выше мирного — 5 (PEACE). Например на Повышенный — 3 (ELEVATED) и строить больше заводов. Это может плохо отразиться на экономике потому как чем выше уровень, тем больше средств требуется. И чем больше армия, тем больше затрат нужно на неё.
Техника, которая находится в резерве, не требует военных в резерве, однако если игроку объявят войну, может быть недостаточно военного людского резерва для того, чтобы активировать военную технику.
Воевать можно по-разному. С помощью меню министра связи и коммуникации можно устанавливать наиболее важные цели (в игре называется «горячие точки» англ. «hotspots»). Они устанавливаются на определенную территорию, а в меню этой горячей точки устанавливаются контингент войск, которые нужно отправить в эту точку (большое, малое, среднее и т. п), а также можно установить, будет ли поддержка с воздуха. Также можно устанавливать точки обороны, поддержки, наращивание силы и прочее. При таком виде ведения войны, игроку достаточно только устанавливать «горячие точки», а войска самостоятельно будут ими руководствоваться и воевать. Однако для того, чтобы войска могли самостоятельно что-то делать, надо убрать режим «Министр не может управлять», можно убрать у отдельной единицы, а можно задать глобальные настройки для всех войск.
Другой способ войны: в меню можно запретить войскам самостоятельно действовать (заблокировать министра), и полностью управлять войсками самостоятельно. При таком ведении войны, устанавливать точки атаки, обороны и т. п не обязательно.
Войска не могут бесконечно передвигаться по миру. Им требуется снабжение (топливо и боеприпасы). Снабжение может обеспечить склад (пункт) снабжения (Supply Depot), обычно строится у границ. Нажатием клавиши «S» можно узнать зону покрытия где войска снабжаются всем необходимым для передвижения. Но пункт снабжения долго строится и невозможно воевать, передвигаясь на небольшую зону, отстраивать пункт снабжения и опять передвигаться вперед. Это занимает большое количество времени, поэтому предусмотрены несколько вариантов снабжения:
- Грузовики снабжения, они ездят с войсками, могут далеко продвинуть войска, но у самих кончаются средства для передвижения.
- Транспортная Авиация, наиболее эффективный и быстрый способ снабжения.
- Морской транспорт, эффективен для морских объектов.

Также с помощью воздушного и морского транспорта можно довольно эффективно перебрасывать войска в любую точку планеты. Захватив хотя бы один город или даже территорию, можно отстроить пункт снабжения, и постоянно пополнять военную силу в регионе.
В целом война сделана неплохо, но победить довольно тяжело в военном плане, особенно сверхдержаву, например такие страны как США, Китай, Россию, Корею, Европу победить военными методами очень не просто.
ИИ может осуществить полномасштабное вторжение при условии плохих отношений с игроком, а могут быть просто перестрелки у границ, однако игрок заключив мир потеряет небольшое кол-во территории. Любая война понижает рейтинг.
Применение ядерного оружия допустимо. Последствия применения: рейтинг тут же падает до 0, игрока выгоняют из мирового сообщества, многие страны объявляют войну.

### Технологии
В сфере технологических разработок можно заниматься армейскими разработками (улучшение войск), общественными исследованиями (исследования в области медицины, правоохранения, пропаганды и т. д.), а также фундаментальными разработками. Отдельной строкой стоят исследования юнитов. На выбор представлены исследования огромного количества соединений по каждому направлению, и их выбор будет увеличиваться, а технические характеристики соединений улучшаться с повышением технологического уровня.
В сфере исследований в игре есть так называемый «технологический уровень». Чем выше этот уровень, тем более продвинутые исследования в военной и гражданской отрасли можно проводить, можно улучшать существующие технологии, а в военном плане — создать мощную и современную армию.

### Связь и коммуникации
Это такие направления как производство и обслуживание спутников (связь, спутники-разведчики и позднее, в случае исследования соответствующей технологии — спутники противоракетной обороны) и шпионаж. Шпионы появляются с постройкой «Академии разведки». Они могут заниматься контрразведкой (в случае нахождения на территории своего государства), шпионажем и саботажем (на территории другого государства)

## Отзывы
| Сводный рейтинг | Сводный рейтинг |
| Агрегатор       | Оценка          |
| --------------- | --------------- |
| GameRankings    | 67,33 %         |